# Albert Sánchez Piñol
Albert Sánchez Piñol, född 1965 i Barcelona i Spanien, är en katalansk antropolog och författare. Hans första bok var en politisk satir om åtta afrikanska diktatorer, Pallassos i monstres (2000), som rönte mycket gott mottagande bland litteraturkritikerna. 2002 publicerades Sánchez Piñols första roman, La pell freda, som fått ett flertal litterära priser och översatts till 37 språk. Romanen kom 2005 i svensk översättning (av Jens Nordenhök) under titeln Kall hud. Victus – Barcelona 1714 (2012) och Vae victus (2015) är historiska romaner som båda kretsar kring 1700-talssoldaten "Martín Zuviría".
Sánchez Piñol har fått omdömen som "betydelsefull europeisk författare". Flera verk har också utkommit på film och som TV-serie.